# Швеция на зимних Олимпийских играх 1964

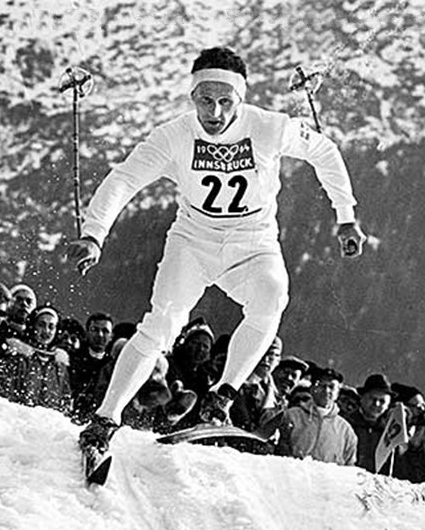
Сикстен Йернберг в 1964 году

Швеция принимала участие в Зимних Олимпийских играх 1964 года в Инсбруке (Австрия) в девятый раз за свою историю, и завоевала три золотые, три серебряные и одну бронзовую медали. Сборную страны представляли 8 женщин.

## Медали
| Швеция на олимпиаде 1964 года в Инсбруке | Швеция на олимпиаде 1964 года в Инсбруке | Швеция на олимпиаде 1964 года в Инсбруке | Швеция на олимпиаде 1964 года в Инсбруке | Швеция на олимпиаде 1964 года в Инсбруке                           |
| Медаль                                   | Спортсмен | Вид спорта                               | Дисциплина                               | Результат                                                          |
| ---------------------------------------- | --- | ---------------------------------------- | ---------------------------------------- | ------------------------------------------------------------------ |
| Золото                                   | Сикстен Йернберг | Лыжные гонки                             | 50 км                                    | 2.43.52,6                                                          |
| Золото                                   | Йонни Нильссон | Конькобежный спорт                       | 10 000 метров                            | 15.50,1                                                            |
| Золото                                   | Карл-Оке Асп Сикстен Йернберг Янне Стефанссон Ассар Рённлунд | Лыжные гонки                             | 4х10 км, эстафета, мужчины               | 2.18.34,6                                                          |
| Серебро                                  | Ассар Рённлунд | Лыжные гонки                             | 50 км                                    | 2.44.58,2                                                          |
| Серебро                                  | Барбро Мартинссон Бритт Страндберг Тойни Густафссон | Лыжные гонки                             | 3х5 км, эстафета, женщины                | 57.51,0                                                            |
| Серебро                                  | Kjell Svensson Леннарт Хэггрот Gert Blomé Nils Johansson Roland Stoltz Bert-Ola Nordlander Нильс Нильссон Рональд Петтерссон Lars-Eric Lundvall Эйлерт Мееття Anders Andersson Ulf Sterner Carl-Göran Öberg Свен Юханссон Uno Öhrlund Hans Mild Lennart Johansson | Хоккей                                   | Сборная Швеции по хоккею с шайбой        | 12-1 ITA 1-3 CAN 7-4 USA 7-0 FIN 10-2 GER 12-0 SUI 2-4 URS 8-3 TCH |
| Бронза                                   | Сикстен Йернберг | Лыжные гонки                             | 15 км                                    | 51.42,2                                                            |